# Musculus gemellus inferior

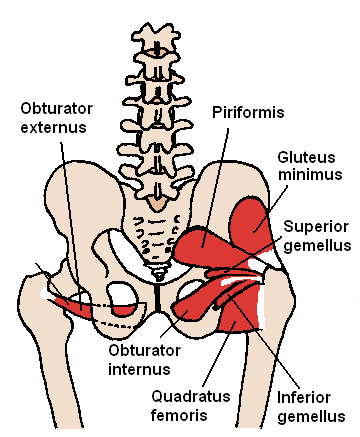
Vy bakifrån (posterior) av bäckenregionen med några av höftledens muskler markerade. (Samma muskler finns på båda höftlederna, men de finns bara medtagna på ena sidan för att ge en tydligare figur.)

Musculus gemellus inferior är en liten muskel i höften. Tillsammans med musculus gemellus superior omger den senan hos den större musculus obturator internus, och går delvis in i denna sena. Dess funktion är utåtrotation, abduktion och adduktion i höftleden.
Gemellus inferior har sitt ursprung på övre delen av tuber ischiadicum och fäster på musculus obturator internus sena samt på fossa trochanterica.